# Alfabetul celtic

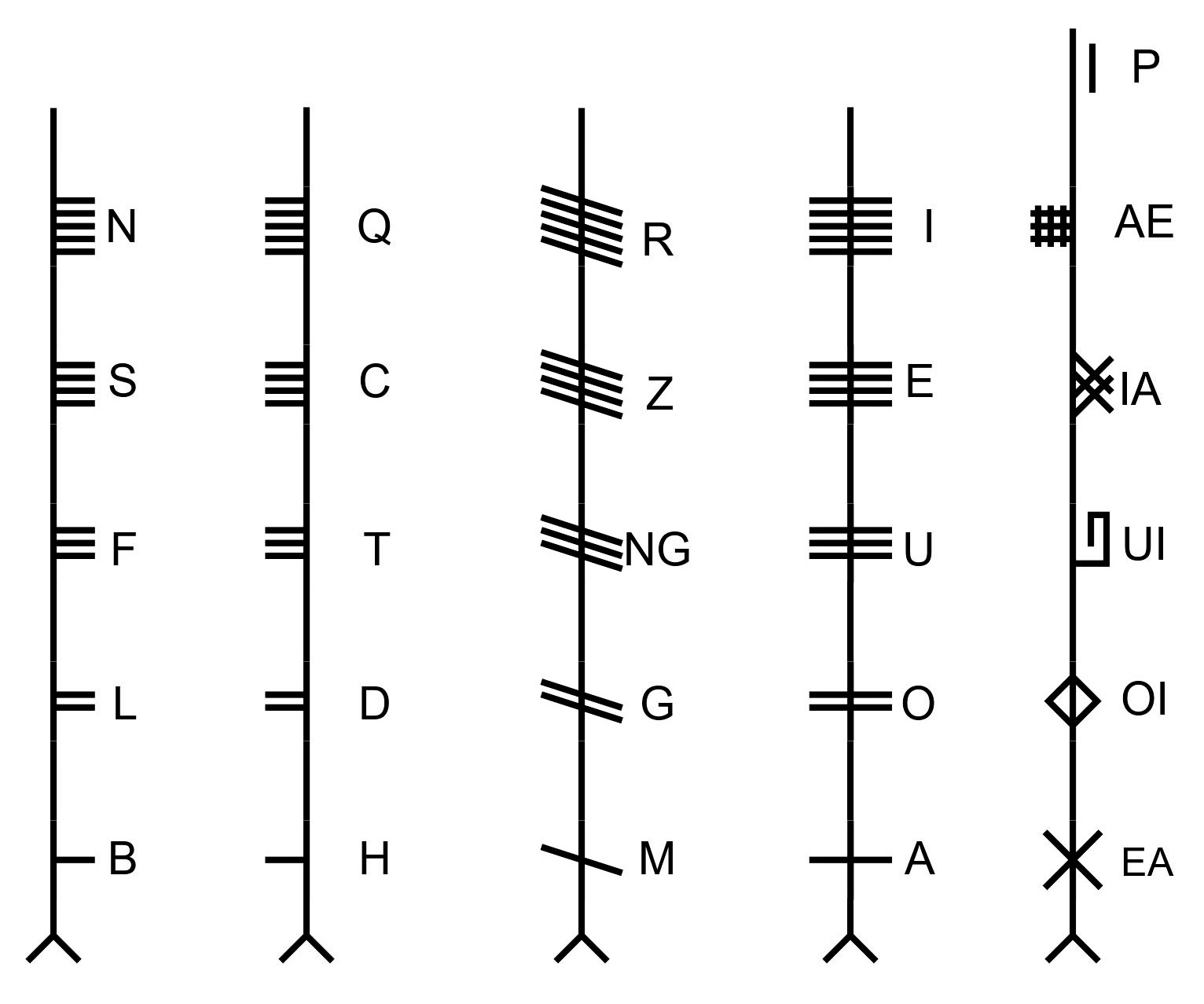
Alfabetul Ogham

Alfabetul celtic (sau Ogham) a apărut în Irlanda cândva între secolul I și II d.Hr. deși unii cercetători afirmă că ar putea avea o istorie mult mai veche.
Dovezile arheologice arată că Ogham era folosit în special în inscripțiile mormintelor și marcarea hotarelor. Alte probe arată că alfabetul era folosit și de druizi pentru notarea poveștilor, legendelor istorice, poeziilor, arborilor genealogici, etc.
Numele alfabetului, Ogham sau Ogam, derivă din numele zeului celt al literaturii și al elocinței, Ogma, căruia i se atribuie în mod tradițional și descoperirea lui. Literele sunt compuse din liniuțe lipite de o linie mediană care le întretaie pe toate. O literă poate conține de la una pâna la 5 liniuțe orizontale. Vocalele erau uneori descrise ca și combinații de puncte. Linia mediană era de obicei muchia obiectului pe care era scris sau încrustat textul. Textul era apoi citit de sus în jos, de la stânga la dreapta.
Fiecare din cele 20 de litere ale alfabetului poartă numele unui arbore dar nu toți acești arbori se găseau în Insulele Britanice în momentul în care istoricii presupun că s-a format acest alfabet. Acest fapt alimentează speculațiile conform cărora alfabetul celtic a apărut înaintea primului secol al erei noastre.
În prezent există 369 de vestigii arheologice inscripționate cu alfabetul Ogham, cele mai multe în Irlanda dar și în Scoția, Insula Man și sudul Țării Galilor, Devonshire și Silichester. Inscripții asemănătoare, vechi de 2500 de ani, au fost găsite în Spania și Portugalia. Se pare că din aceasta zonă a Peninsulei Iberice proveneau celții care mai târziu s-au stabilit în Irlanda. Descoperirea unor inscripții asemănătoare în statul Virginia de Vest din SUA a condus la anumite teorii conform cărora celții ar fi ajuns în Lumea Nouă încă din anul 100 î.Hr.